# لیکپورت (ویسکانسین)
لیکپورت (به انگلیسی: Lakeport) یک منطقهٔ مسکونی در ایالات متحده آمریکا است که در ویسکانسین واقع شده‌است. لیکپورت ۲۱۸٫۸۵ متر بالاتر از سطح دریا واقع شده‌است.